# Герб Пинеги
Герб Пи́неги — административного центра сельского поселения Муниципальное образование «Пинежское» Пинежского муниципального района Архангельской области Российской Федерации.

## Описание и история герба
В 1780 году Пинега стала уездным городом и центром Пинежского уезда Вологодского наместничества.
Герб Пинеги был Высочайше утверждён 2 октября 1780 года императрицей Екатериной II вместе с другими гербами городов Вологодского наместничества (ПСЗ, 1780, Закон № 15069).
Описание герба Пинеги гласило:

"Два рябчика в золотомъ полѣ. Въ знакъ того, что оныхъ въ окрестностяхъ сего города находится наилучшая и отмѣнной величины сего рода дичина. В верхней части щита — герб Вологды: «В красномъ полѣ щита видна выходящая из облака рука, держащая золотую державу с серебрянымъ мечемъ».

В 1784 году Пинега перешла в подчинение Архангельского наместничества, а с 1796 года находилась в составе Архангельской губернии. Как предполагают историки верхняя часть щита гербов городов Вологодского наместничества, с 1784 года перешедших в подчинение Архангельского наместничества, поменялась на герб Архангельска. Однако официального подтверждения тому нет.
В 1859 году, в период геральдической реформы Кёне, был разработан проект нового герба Пинеги: "«В золотом поле два червлёных идущих рябчика. В вольной части герб Архангельской губернии. Щит положен на золотые лежащие накрест молотки, соединённые Александровской лентой» (официально не утверждён).
В 2006 году было образовано сельское поселение Муниципальное образование «Пинежское». Решение о реконструкции исторического герба в качестве официального символа Пинежского сельского поселения администрацией не принималось.